# Ганьхэ
Ганьхэ (кит. упр. 甘河, пиньинь Gān Hé, палл. Гань Хэ) — правый приток реки Нэньцзян во Внутренней Монголии, в Китае. Её длина составляет 446 км, а площадь бассейна около 20 000 км².
Она берёт начало с восточного склона хребта Большой Хинган и впадает в реку Нэньцзян у города Нэньцзян, протекает через Морин-Дава-Даурский и Орочонский автономные хошуны, находящиеся под управлением городского округа Хулун-Буир.
Её сток охватывает площадь более 20 тысяч квадратных километров, покрытые, в основном, холмами и равнинами. Бассейн реки Ганьхэ населяют полукочевые народы — дауры и орочоны.